# Theodoricus Block

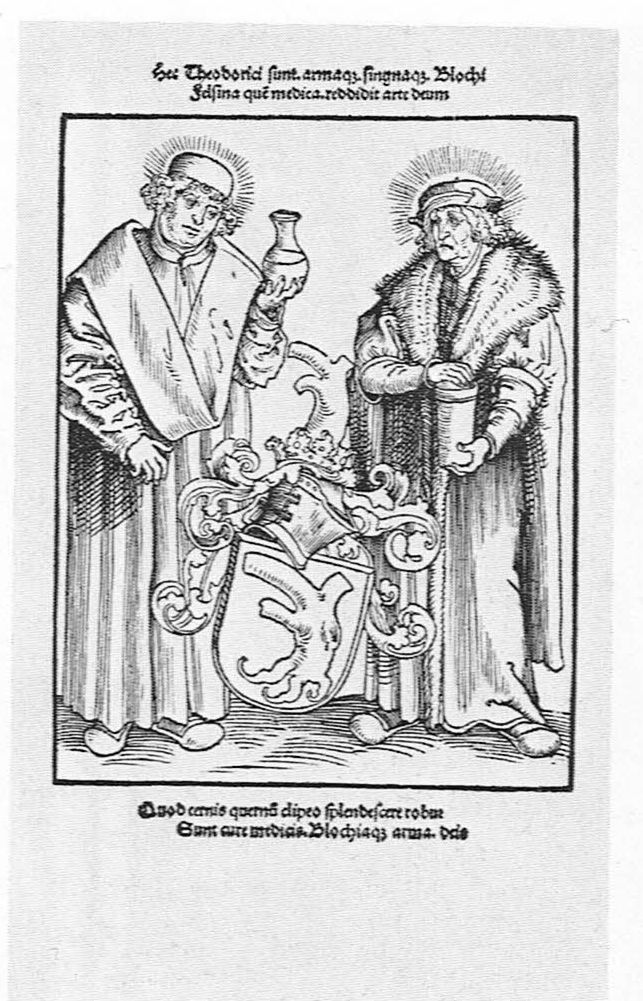
Bücherzeichen Blochs von Cranach

Theodoricus Block, auch: Dietrich Bloch, Truncus; (* um 1460 in Hildesheim; † 1524 in Magdeburg) war ein deutscher Mediziner, katholischer Theologe und Humanist.

## Leben
Block erblickte in Hildesheim das Licht der Welt, seine Eltern stammten aus Braunschweig und konnten ihm 1478 ein Studium an der Universität Erfurt ermöglichen. Hier schloss er mit dem Poeten Hinrich Boger Freundschaft, der ihn Truncus nannte. Block absolvierte in Erfurt 1480 das Baccalaurat und erwarb sich bereits 1482 den akademischen Grad eines Magisters der Sieben Freien Künste.
Später wandte er sich medizinischen Studien zu. Dazu begab er sich nach Italien, wo er an der Universität Bologna bei Christoph von Scheurl und Giovanni Garzoni Vorlesungen besuchte: Seine Studien schloss er um 1500 mit der Promotion zum Doktor der Medizin ab. Anschließend begab er sich auf eine Reise nach Rom und gelangte am 23. Mai 1502 als Hochschullehrer an die Universität Rostock. Von Rostock aus verkehrte er wieder mit Boger. Auf Betreiben von Scheurl gelangt er im Sommersemester 1507 an die Universität Wittenberg, wo er die Professur für Medizin übernahm. In Wittenberg pflegte er vor allem Umgang mit den dortigen Poeten Richard Sbrulius, Otto Beckmann, Kilian Reuter und anderen.
Dabei ist vor allem eine humanistische Gesinnung zu erkennen, wie seine Promotionsreden es nachweisen. Hier wurde er auch im Sommersemester 1508 Rektor der Hochschule, musste diese aber im Sommersemester 1511 aus bisher ungeklärten Gründen verlassen. Nachdem sein Nachfolger Ulrich Erbar von einem Studenten aus Rache getötet wurde, bemühte man sich in Wittenberg 1512, sowie 1517 wieder um ihn. Er selbst blieb jedoch in Magdeburg, wo er starb und bei den Prämonstratensern begraben wurde.
Lucas Cranach der Ältere schuf für Bloch um 1510 ein Exlibris. Außerdem porträtierte er die Lebensgefährtin Blochs namens Gesa (das Bild ist nicht erhalten).
Bloch wird in der Forschung mit in Halberstadt tätigen älteren Namensträgern verwechselt.